# Kalina (województwo śląskie)
Kalina (niem. Kallina) – wieś w Polsce położona w województwie śląskim, w powiecie lublinieckim, w gminie Herby. Wieś ma charakter ulicówki. Położona jest przy drodze wojewódzkiej DW 905, która rozcina miejscowość na dwie części, południową i północną.
W latach 1975–1998 miejscowość administracyjnie należała do województwa częstochowskiego. W miejscowości od roku 2004 znajduje się siedziba Parku Krajobrazowego Lasy nad Górną Liswartą. Leży nad rzeką bez nazwy, nazywaną przez mieszkańców ''Brzegami'' (lub potocznie nazywaną Kalinką).

## Historia
Kalina wcześniej stanowiła oddzielną gminę, a miejscowość Herby, będąca dziś siedzibą gminy, wchodziła w skład gminy Kalina.
Od końca XVIII wieku wieś posiadała własną pieczęć gminną, na której przedstawiono trzy kaliny obok siebie, środkowa wyższa i kolejną pieczęć z krzyżem kawalerskim.
Miejscowość w administracji kościoła katolickiego podlega parafii Wniebowzięcia Najświętszej Maryi Panny w Olszynie (diecezja gliwicka).
15 sierpnia 2008 roku około godziny 17:24 nad miejscowością przeszła trąba powietrzna, uszkadzając kilkadziesiąt domów.

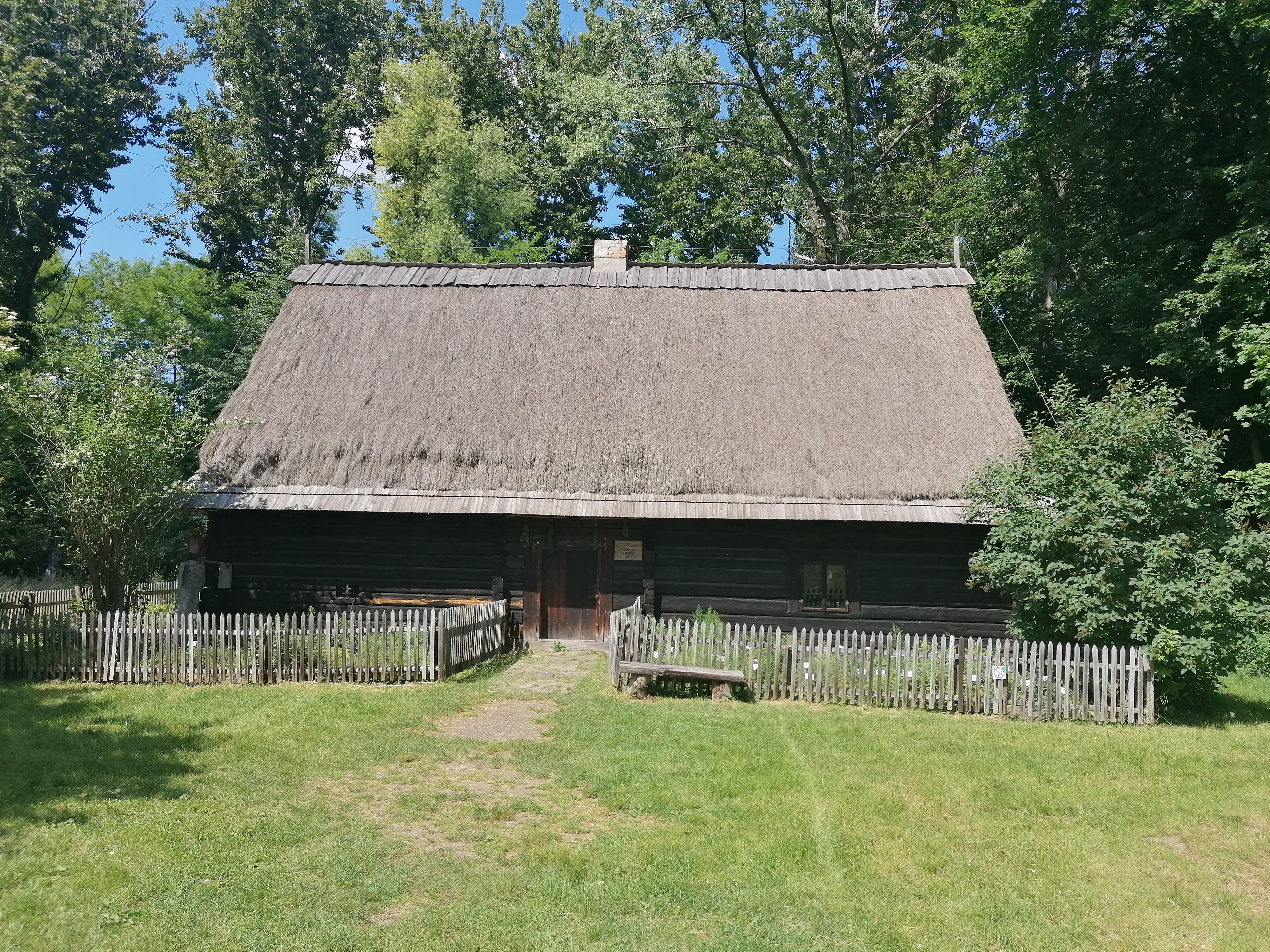
Chałupa z Kaliny z 1851, Górnośląski Park Etnograficzny
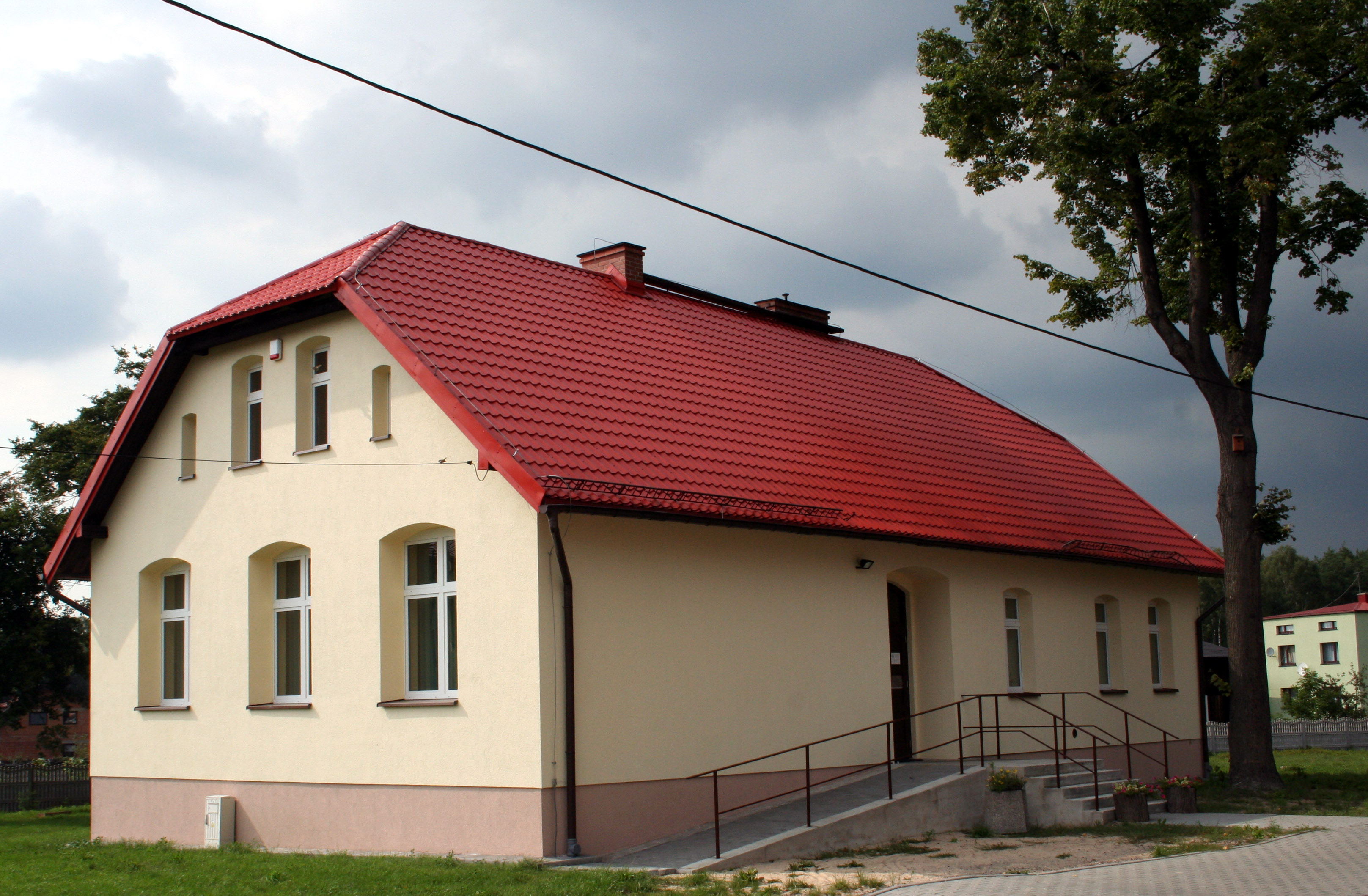
Budynek siedziby Parku Krajobrazowego Lasy nad Górną Liswartą
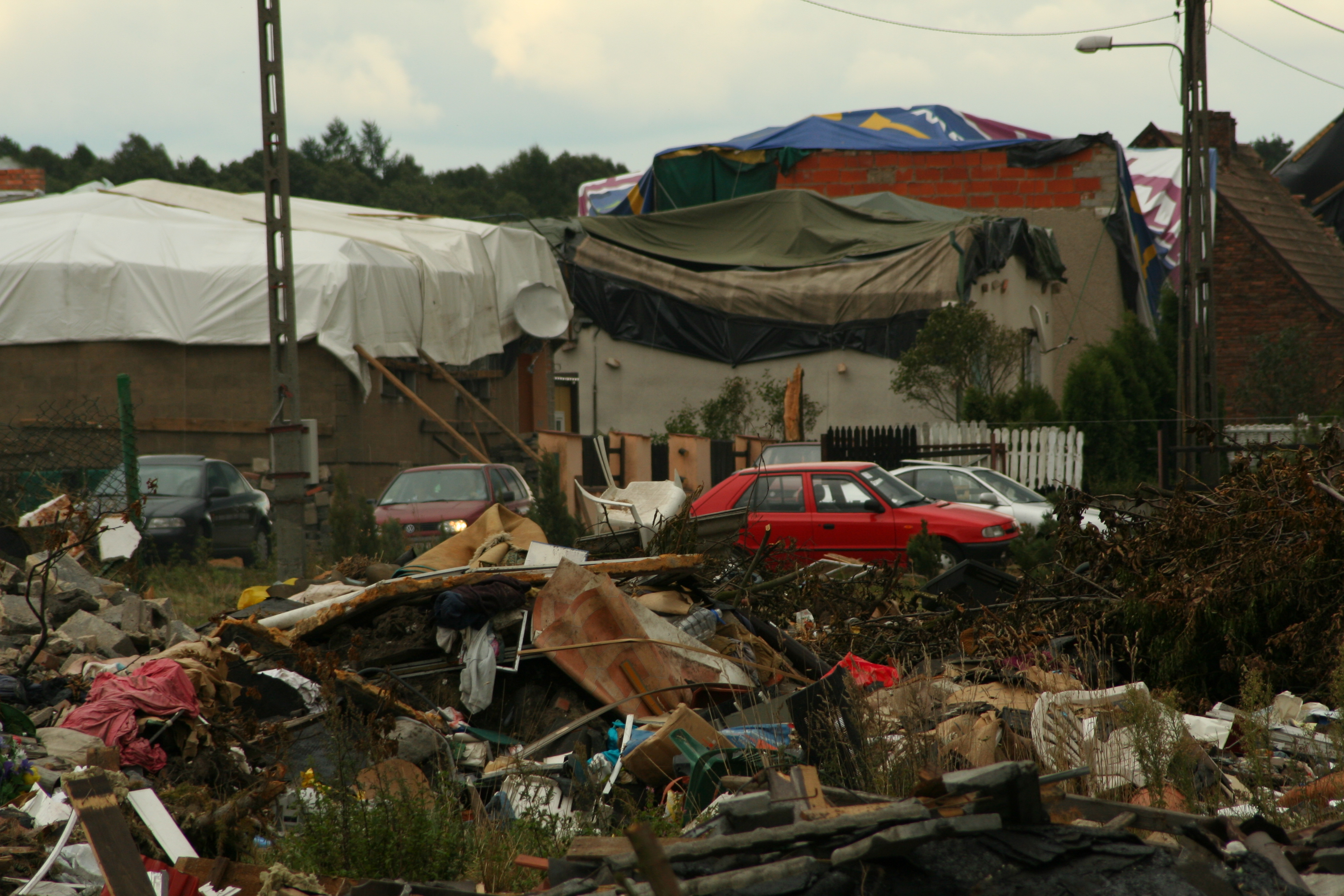
Fragment miejscowości po przejściu tornada w 2008 roku